# Niembaum
Der Niembaum oder Nimbaum, Neembaum (Azadirachta indica) ist eine der zwei Arten der Gattung Azadirachta innerhalb der Familie der Mahagonigewächse (Meliaceae). Die wirkstoffreichen Pflanzenteile finden Verwendung in Medizin und Landwirtschaft.

## Beschreibung

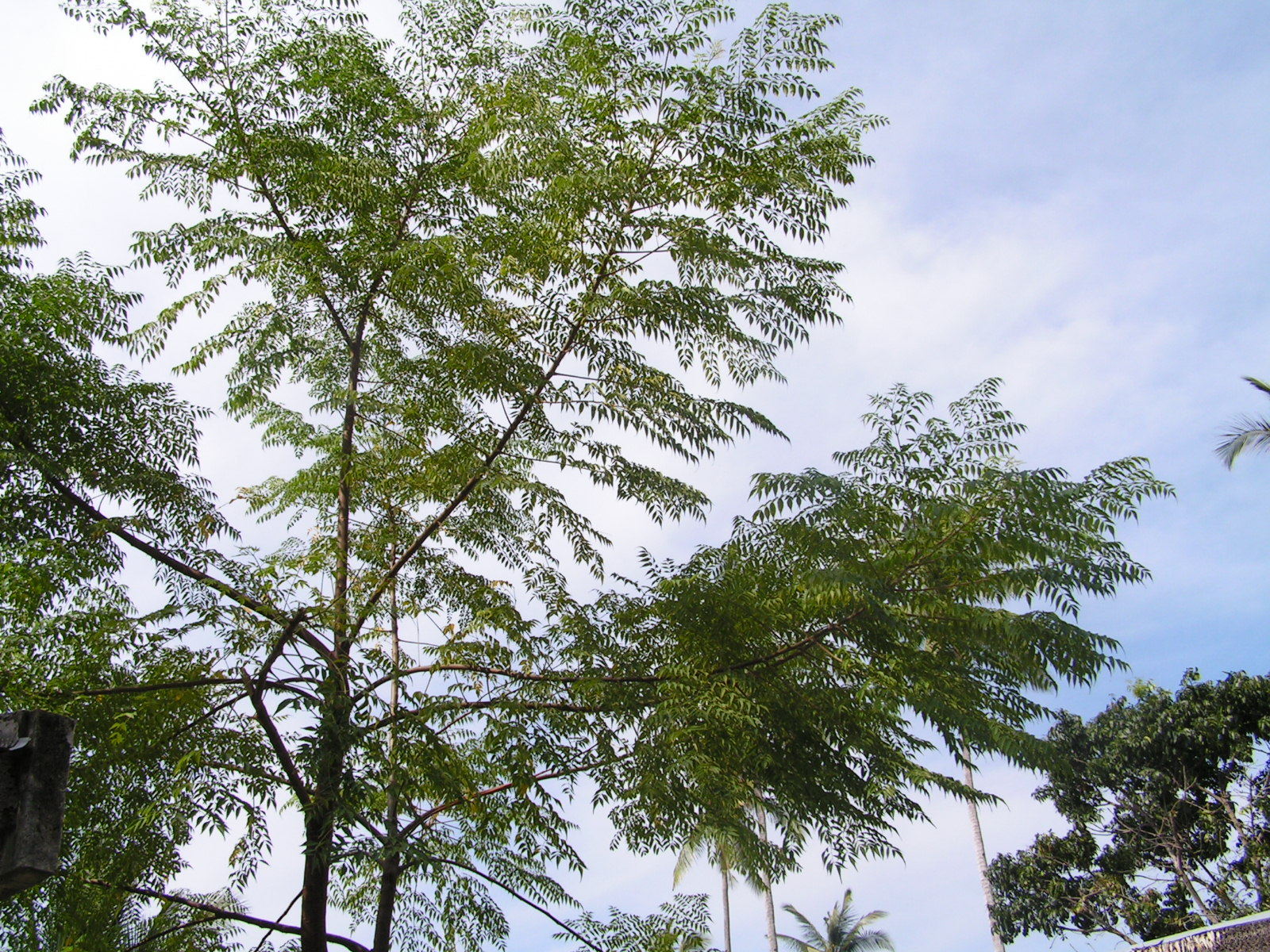
Junger Niembaum

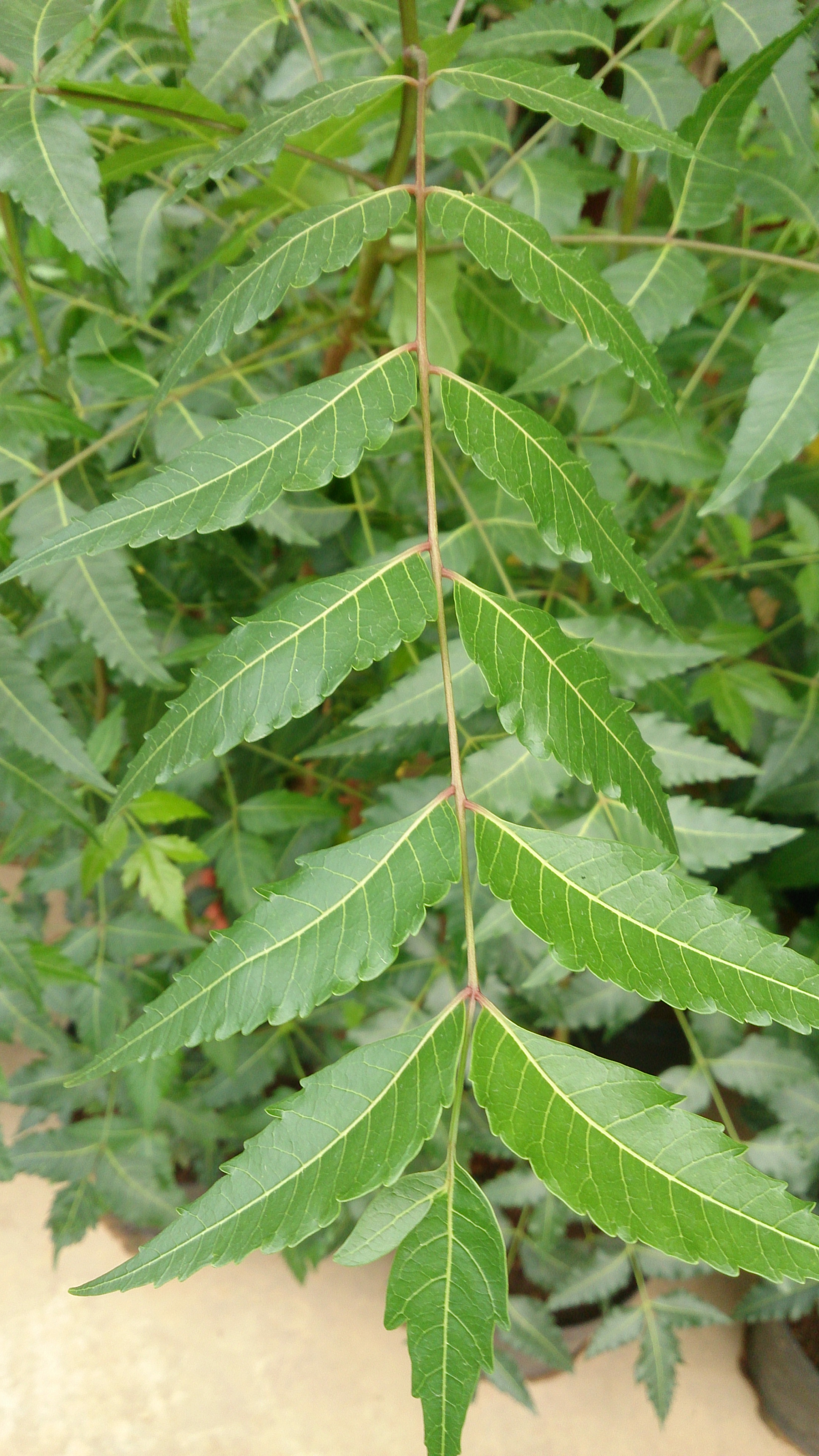
Unpaarig gefiedertes Blatt

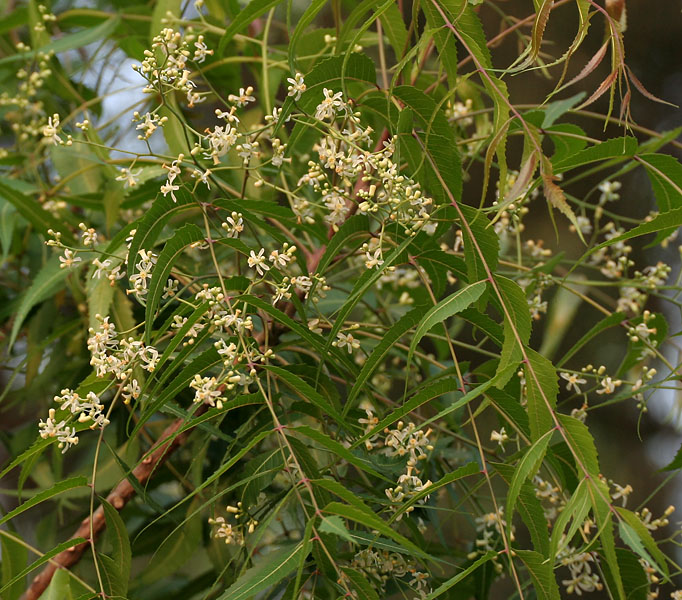
Zweige mit Blütenständen

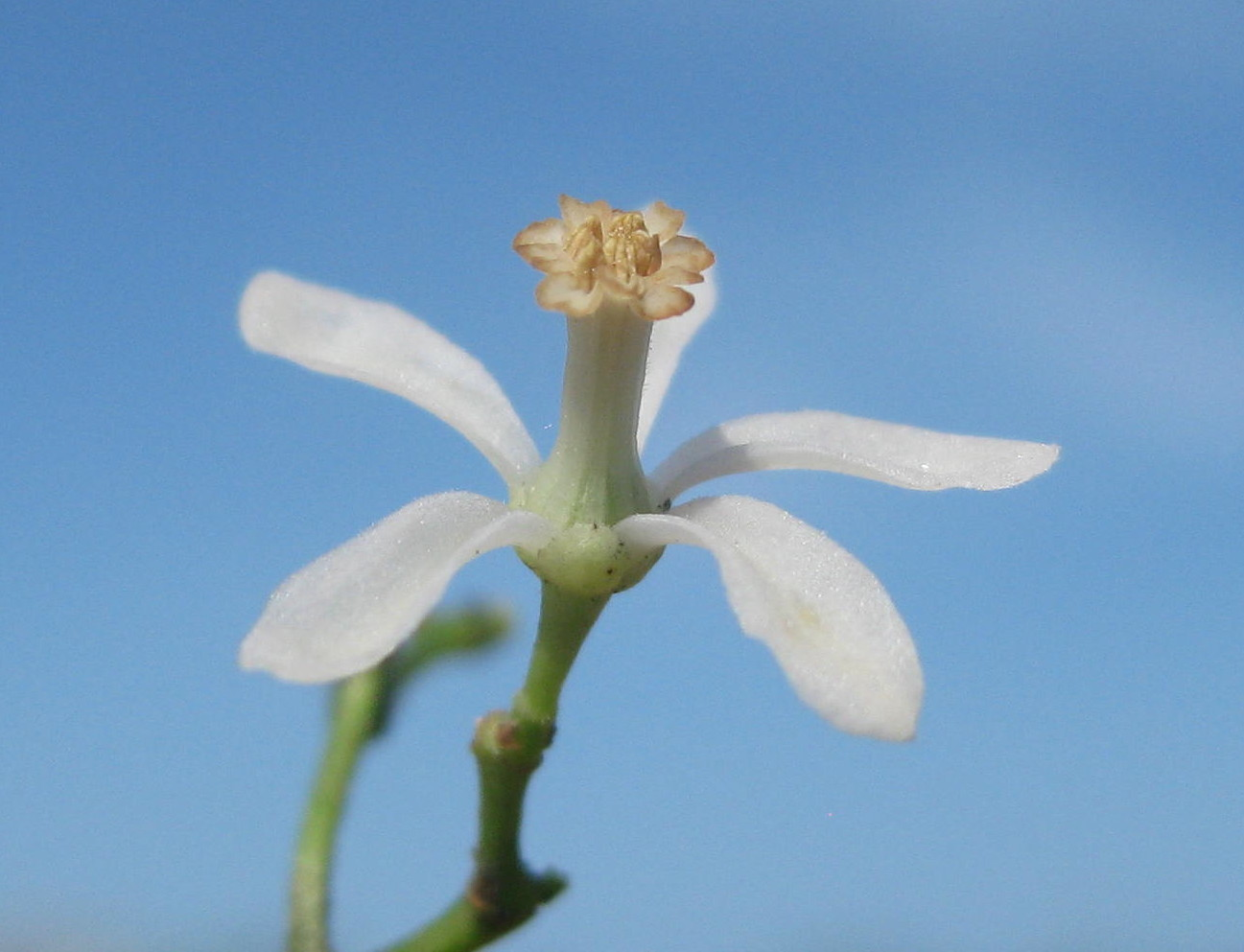
Fünfzählige Blüte im Detail

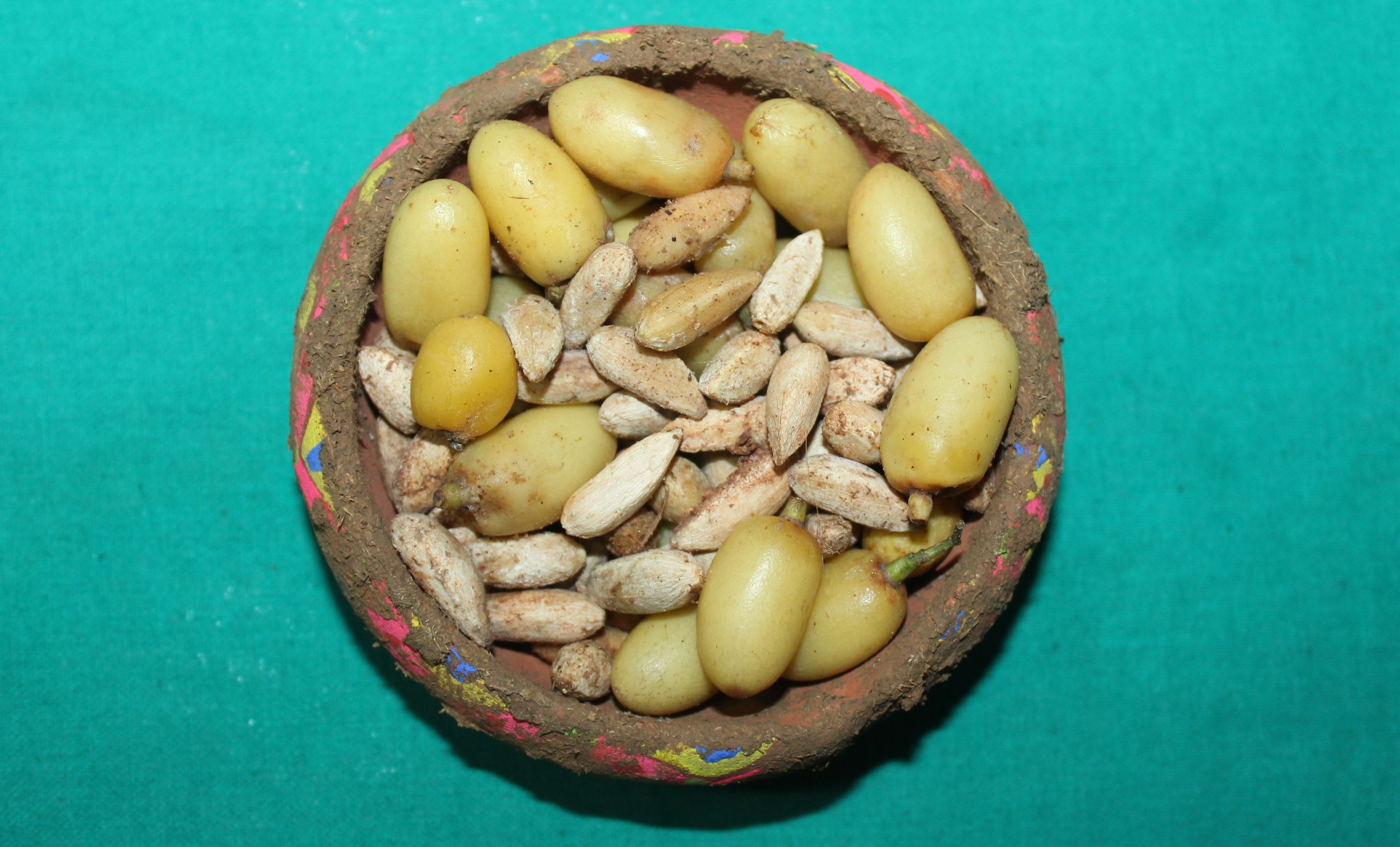
Reife Steinfrüchte und Steinkerne

### Vegetative Merkmale
Der Niem ist ein schnellwachsender, (meist) immergrüner Baum, der durchschnittlich Wuchshöhen von meist 15 bis 16, oder bis 20 Metern – unter günstigen Bedingungen bis über 30 Meter – erreicht. Der Stamm erreicht Durchmesser von bis über 80 Zentimetern und ist im Allgemeinen relativ kurz und selten höher als 3,5 Meter. Der Baum kann bis zu 200 Jahre alt werden. Unter ungünstigen Bedingungen verliert er seine Blätter um sich vor Austrocknung zu schützen. Die Äste sind weitverzweigt, die Baumkrone ist rund bis oval mit dichtem Blattwuchs. Bei freistehenden Bäumen kann der Durchmesser der Krone durchaus seiner Höhe entsprechen. Die Rinde der Zweige ist kahl. An der ersten Verzweigung ist die Rinde hart und zwischen weißlichgrau bis rötlichbraun gefärbt. Die äußeren Holzschichten sind hell, die inneren rötlich. Wenn die inneren Holzschichten mit Luft in Berührung kommen, färben sie sich rötlichbraun.
Das Wurzelsystem besteht aus einer starken Hauptwurzel, die doppelt so tief in das Erdreich reichen kann wie der Baum hoch ist, sowie einem verzweigten Wurzelsystem.
Der Baum führt ein Gummi.
Die wechselständig an den Zweigen angeordneten Laubblätter sind Blattstiel und -spreite gegliedert und sind insgesamt 20 bis 40 Zentimeter lang. Der 3 bis 7 Zentimeter lange Blattstiel ist an seiner Basis verdickt. Die meist unpaarig, selten paarig gefiederte Blattspreite besteht aus 19 bis 31 Fiederblättchen. Die etwa gegenständigen Blättchen sind nur 1 bis 2 Millimeter lang gestielt. Die mittel- bis dunkelgrünen, oft etwas gebogenen, schiefen, an der Basis sehr asymmetrischen Blättchen sind bei einer Länge von meist 5 bis 7 (2,5 bis 9) Zentimetern sowie einer Breite von 1,5 bis 4 Zentimetern eilanzettlich oder eiförmig mit zugespitztem oberen Ende und gesägtem oder gekerbtem bis gezähntem Rand. Die Laubblätter riechen, wenn sie verletzt werden, nach Knoblauch. Die jungen Laubblätter sind oft rötlich bis purpurfarben. Am Blattstiel können Drüsen vorkommen.

### Blütenstand und Blüten
150 bis 250 Blüten befinden sich an einem 25 bis zu 30 Zentimeter langen, rispigen, bis zu dreifach verzweigten Blütenstand (es handelt sich um eine Thyrse). Der Niembaum ist andromonözisch; jedes Baumexemplar entwickelt also sowohl männliche als auch zwittrige Blüten. Die zwittrigen Blüten sind zudem protandrisch, also vormännlich.
In Australien reicht die Blütenzeit von Winter bis zum Frühling in der Trockenzeit. Die Blüten sind radiärsymmetrisch und fünfzählig mit doppelter Blütenhülle. Die süßlich wohlriechenden Blüten sind 5 bis 6 Millimeter lang und haben einen Durchmesser von 8 bis 11 Millimetern. Die fünf flaumig behaarten Kelchblätter sind bei einer Länge von etwa 1,5 Millimetern verkehrt-eiförmig mit gerundetem Ende und der Rand ist bewimpert. Die fünf weißen Kronblätter sind bei einer Länge von 4 bis 6 Millimetern verkehrt-eiförmig bis länglich oder länglich-spatelförmig mit bewimperten Rand. Die zehn Staubblätter sind zu einer rippigen und gezähnten, etwa 5 Millimeter langen Staminalröhre verwachsen. Die basifixen Staubbeutel sind länglich. Die Staminalröhre umgibt den oberständigen, fast kugeligen und dreikammerigen Fruchtknoten. Der etwa 2,5 Millimeter lange Griffel endet in einer dreiteiligen Narbe. Es ist ein Diskus vorhanden.

### Frucht
In Australien reifen die essbaren Früchte von Februar bis März. Die einsamige, bei Reife grünlich-gelbe bis gelbe Steinfrucht ist länglich oder ellipsoid bis kugelig. Die kahle, olivenähnliche Steinfrucht ist, wenn sie reif ist, etwa 1,3 bis 2,5 Zentimeter lang und 1 bis 1,5 Zentimeter im Durchmesser und orange-gelb mit einem großen Steinkern. Die Fruchthaut ist dünn und zäh, das durchsichtige, gelatinöse bis gelblich-fibröse Fruchtfleisch ist bitter-süß im Geschmack. Die Frucht enthält meist einen, in seltenen Fällen auch mehrere Samen.

### Chromosomenzahl
Die Chromosomenzahl beträgt 2n = 28.

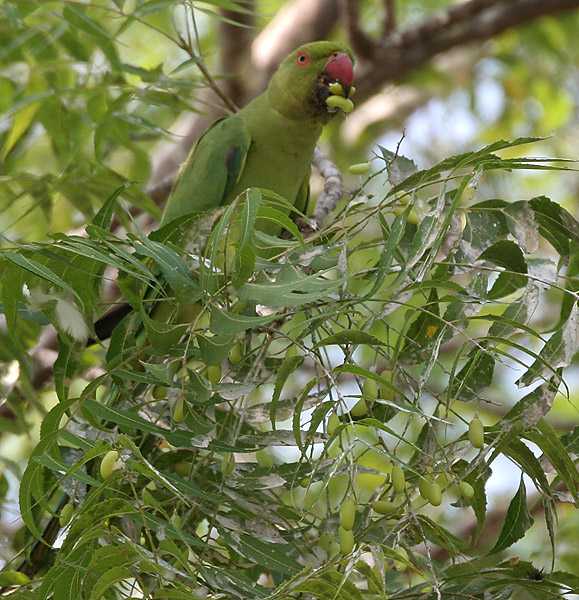
Halsbandsittich (Psittacula krameri) frisst Niemfrüchte

## Ökologie
Bereits nach vier Jahren trägt ein Niembaum erstmals Früchte. Nach zehn Jahren liefert er 40 bis 50 Kilogramm Früchte und erreicht damit seinen vollen Fruchtertrag.
Werden die Früchte von Tieren gefressen, scheiden sie die unverdaulichen Kerne meist wieder aus. Die Samen überstehen den Verdauungstrakt der Tiere problemlos und keimen nach dem Ausscheiden.
Es gibt wenige Insektenarten, die sich von Niemblättern und -samen ernähren. Sie richten aber meist keine großen Schäden an.

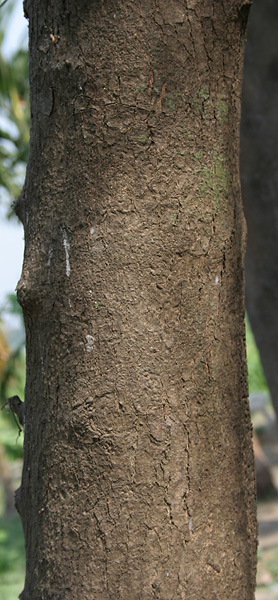
Stamm und Borke

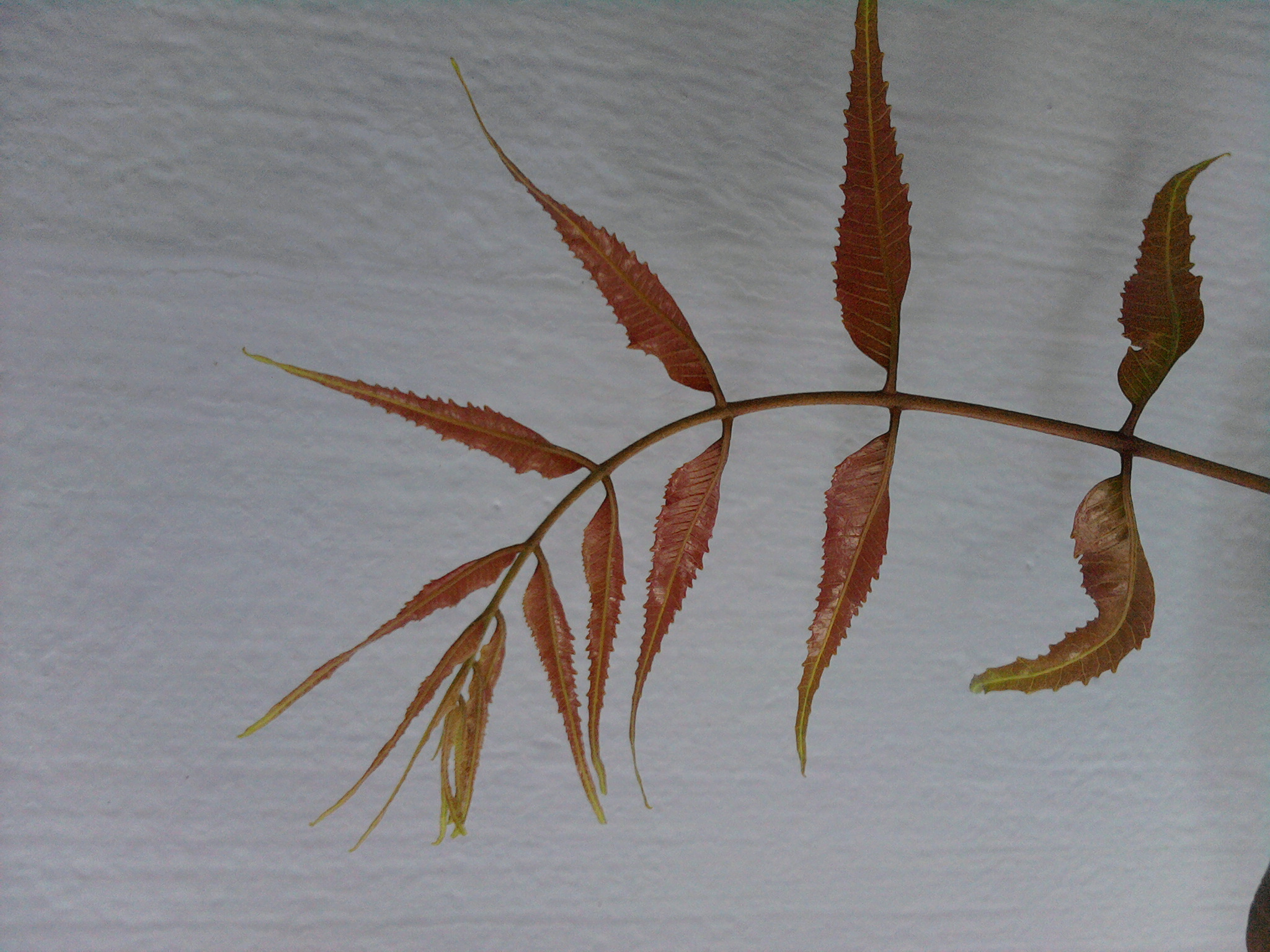
Färbung eines jungen Laubblattes

## Inhaltsstoffe
Obwohl der Niembaum seit Jahrzehnten untersucht wird, sind viele seiner Wirkstoffe noch nicht vollständig erforscht. Niem enthält über 100 verschiedene chemische Inhaltsstoffe, die sich zudem im Stamm, der Rinde den Blättern und Früchten unterschiedlich zusammensetzen. Von vielen dieser sehr komplexen Inhaltsstoffe sind nur ungefähre Näherungswerte der Strukturformeln bekannt.
Ein besonders wichtiger Inhaltsstoff ist das als Insektizid wirkende Azadirachtin. Er wird aus dem Niemöl gewonnen, welches man aus den Samen presst. Weitere wichtige Inhaltsstoffe sind Salannin, Meliantriol, Nimbin und Nimbidin.
Eine Zusammenfassung der Inhaltsstoffe des Niembaums:
Die Rinde des Niembaums enthält:
- 3,43 % Protein (Arginin 0,125 %, Asparaginsäure 0,375 %, aspartische Säure 0,28 %, Zystein 0,5 %, Glutaminsäure 0,239 %, Isoleucin 0,057 %, Methionin 0,125 %, Norleucin 0,128 % Phenylalanin 0,088 %, Prolin 0,3 % und Tryptophan 0,456 %.),
- 0,68 % Alkaloide
- 4,16 % Mineralien.
- Nimbin,
- Nimbidol,
- Nimbidin,
- Nimbosterol,
- Bitterstoff,
- Polysaccharide,
- Galloketechin,
- Epikatechin,
- Eligallokatechin
- Phenole

Niemblätter bestehen aus:
- ca. 20 % Faserstoffen,
- 50 % Kohlenhydraten,
- 15 % Proteinen,
- 5 % Fett,
- 8 % Asche,
- 2 % Calcium,
- Nimbidol
- Nimbin
- Nimbidinat
- essentielle Aminosäuren (Alanin 1,2 %, Asparaginsäure 3,4 %, aspartische Säure 2,7 %, Zystin 3,3 %, Glutaminsäure 3,1 %, Isoleicin 1 %, Phenyllin 3,2 %, Prolin 2,1 %, Threonin 2,4 %, Tryptophan 1,4 %, Taurin 0,7 % und Valin 2,9 %),

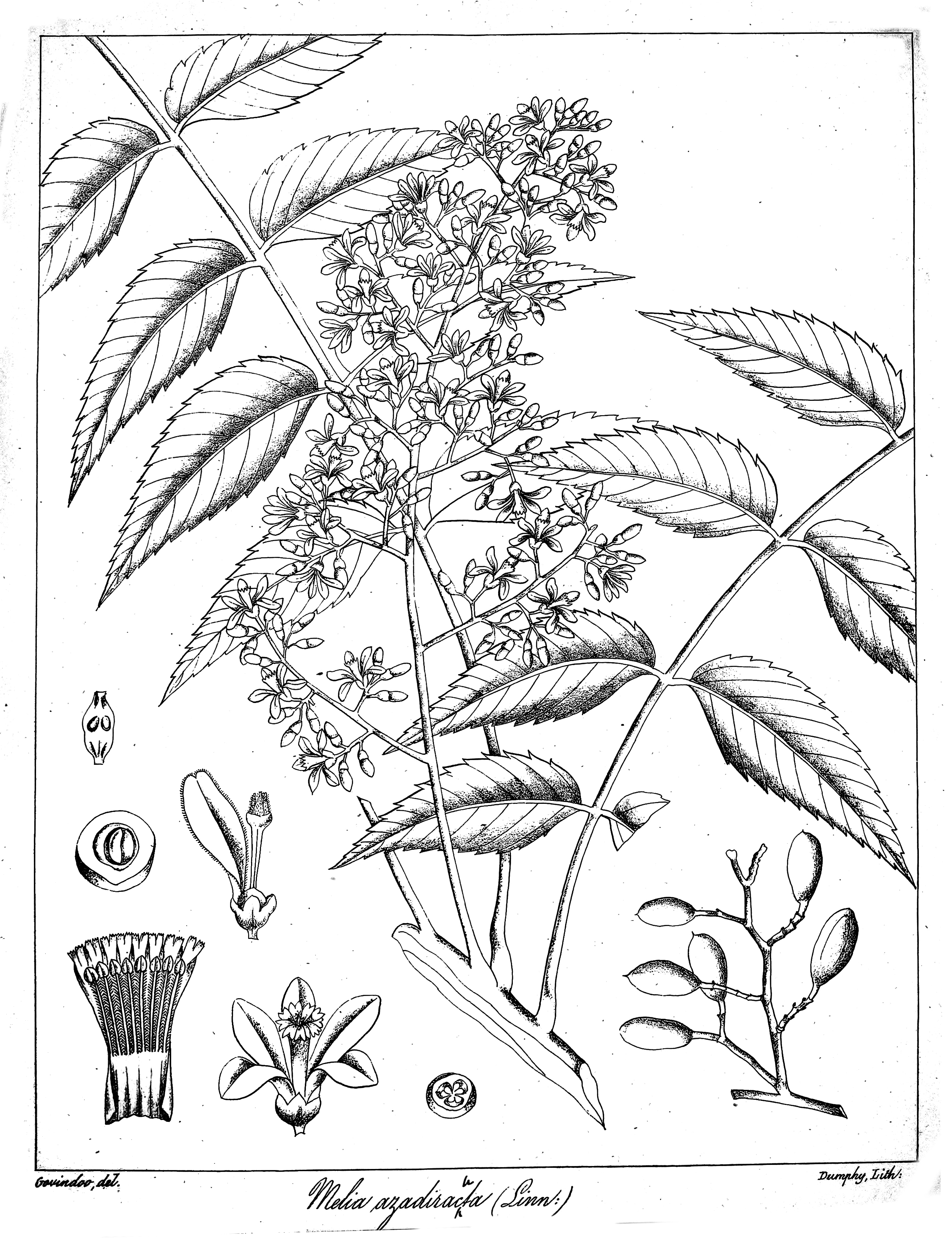
Illustration

- Karotinoide,
- Ascorbinsäure

## Verbreitung und Standortbedingungen
Ursprünglich stammt Azadirachta indica aus dem nördlichen Südostasien. Azadirachta indica ist auf tropisches und subtropisches Klima angewiesen. Durch den Menschen wurde der Niembaum auch auf dem asiatischen (Indien, Pakistan, Iran), dem afrikanischen, dem amerikanischen und dem australischen Kontinent sowie auf den Inseln im Pazifik heimisch. Den Niem trifft man hauptsächlich in den flachen und ariden Gegenden der Tropen und Subtropen an. Im Gebirge ist er selten.
Der Niem ist bekannt für seine Trockenheitsresistenz. Er kann in Gegenden mit einem durchschnittlichen Jahresniederschlag von 400 bis 1200 mm gut überleben und kommt auch in Gegenden mit geringerem Niederschlag vor, dann ist er jedoch vom Grundwasser abhängig. Der Niem kann in vielen Bodentypen wachsen, bevorzugt jedoch sandige Böden mit einem pH-Wert von 6,2 bis 7,0. Staunässe verträgt der Baum nicht. Stehen die Wurzeln zu lange im Wasser, geht der Niem sehr schnell ein. Die günstigen durchschnittlichen Tageshöchsttemperaturen über das Jahr sind 31 °C. Höhere Temperaturen bis über 50 °C toleriert der Baum, Temperaturen unter 4 °C sind nicht gut für den Niembaum: er verliert seine Blätter und geht ein.

## Taxonomie
Die Erstbeschreibung von Azadirachta indica erfolgte 1830 durch Adrien Henri Laurent de Jussieu in Mémoires du Musée d’Histoire Naturelle Band 19, Seite 221, Tafel 2, Figur 5. Synonyme für Azadirachta indica A.Juss. sind: Melia indica (A.Juss.) Brandis, Melia azadirachta L., Antelaea azadirachta (L.) Adelb.

## Verwendung

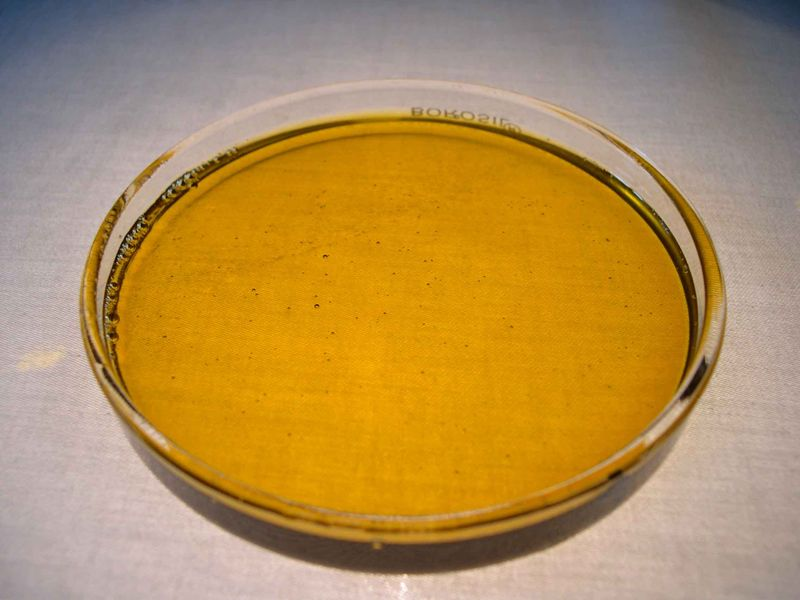
Niemöl

Pflanzenteile des Niembaums und daraus hergestellte Produkte wirken antibakteriell und antiviral und können als Insektizid, Fungizid, Spermizid, Dünger und Futtermittel eingesetzt werden. Sie werden daher sowohl in der Medizin als auch in Landwirtschaft und Gartenbau genutzt.

### Nutzung in der Medizin
Niem-Produkte werden seit 2000 Jahren von indischen Ärzten gegen Anämie, Bluthochdruck, Hepatitis, Geschwüre, Lepra, Nesselsucht, Schilddrüsenerkrankungen und Verdauungsstörungen und in der Medizin des Ayurveda eingesetzt. Niem wird als Mittel gegen Kopfläuse genutzt und soll angeblich bei Diabetes mellitus und Krebs helfen sowie den Cholesterinspiegel senken. Ebenso werden Niemprodukte in Indien seit Jahrhunderten als Spermizid und zur Abtreibung genutzt. Niembaumzweige (in Indien datun) werden – wie Miswāk in der islamischen Welt – für die Zahn- und Mundhygiene genutzt.
Das Öl des Niembaums wird zudem für die Bekämpfung von Hausstaubmilben angeboten, jedoch hat es nur geringfügige Auswirkungen. Die Aufnahme des Niembaumsamenöl-Extrakts durch die Milben hemmt ihr Wachstum, Nahrungsaufnahme und Fortpflanzung, jedoch findet die Aufnahme des Toxins nicht zwingend statt und es ist schon nach wenigen Tagen nicht mehr in den behandelten Textilien nachweisbar.

### Nutzung in der Landwirtschaft
In der Landwirtschaft und von Gärtnern werden die Samen und das Öl als Dünger zur Bekämpfung und Vorbeugung von Insekten-, Nematoden-, Milben- und Pilzbefall verwendet. Die Blätter kommen traditionell als Vorratsschutz zum Einsatz. Aus Samenschrot und Wasser hergestellte Lösungen zum Gießen oder Spritzen gegen Schadinsekten sind weit verbreitet.
Für die Insektizidwirkung sind eine Reihe von Inhaltsstoffen zentral:
- Azadirachtin ähnelt in seiner Wirkung dem Hormon Ecdyson. Es hindert Schadinsekten daran, sich zu vermehren und Kulturpflanzen zu fressen. Zudem wirkt es gegen verschiedene Nematoden.
- Salannin hat eine abstoßende Wirkung auf Insekten und schützt Nutzpflanzen sehr effektiv vor Insektenfraß.
- Meliantriol wirkt ähnlich abschreckend auf Insekten wie Salannin und stoppt selbst Wanderheuschrecken.
- Nimbin und Nimbidin sind wirksam gegen Viren.[13]

Gemäß europäischer Gesetzgebung (Richtlinie 98/8/EG über das Inverkehrbringen von Biozid-Produkten) und mit Beschluss vom 8. Mai 2012 liegt ein Entscheid vor, den Wirkstoff Margosa-Extrakt ab 1. Mai 2014 in die entsprechende Liste (Anhang I/IA der Richtlinie 98/8/EG) für die Produktart 18 (Insektizide) aufzunehmen.
Das Holz des Niembaums ist ein sehr guter Brennstoff und wird als Feuerholz genutzt. Die Niemblätter sind als Viehfutter sehr beliebt. Das schont die übrige Vegetation. Die Rückstände aus der Niemölgewinnung (Presskuchen) eignen sich als nährstoff- und mineralstoffreiches Viehfutter.

### Umweltwirkungen
Der Niembaum wird zur Rekultivierung von Wüstengebieten eingesetzt. Da der Baum sehr rasch wächst, wirkt sein Anbau schnell der Abholzung natürlicher Wälder entgegen. Niembäume helfen gegen Bodenerosion und senken die Windgeschwindigkeit. Dabei spenden sie Schatten, kühlen die Umgebung und schützen die Bodenvegetation.

### Patente
Seit 1985 wurden weltweit mehr als 90 Patente auf Wirkeigenschaften und Extraktionsverfahren von Niemprodukten angemeldet. Die amerikanische Firma W. R. Grace errichtete Produktionsstätten zur Niemverarbeitung in Indien und kaufte indische Firmen auf. In der Folgezeit stiegen die Preise des Niemsamens von 11 auf über 100 US-Dollar je Tonne, was die Verfügbarkeit vor allem für Kleinbauern und einheimische Kleinunternehmen erheblich einschränkte. Wegen der zahlreichen Patente waren die Exportmöglichkeiten für Niemprodukte vielfach auf Patentinhaber beschränkt.
Seit 1993 lässt in Indien die Initiative „Neem Campaign“ Patente auf ihre Rechtmäßigkeit überprüfen. Zwei Patente auf Niem-Produkte wurden nach Beschwerden beim Europäischen Patentamt 2000 und 2005 widerrufen. Beim ersten Fall im Jahr 2000 handelte es sich um das Patent EP 0 436 257 B1, das 1994 dem US-Landwirtschaftsministerium und dem Unternehmen W. R. Grace vom Europäischen Patentamt erteilt wurde. Es betrifft ein „Verfahren zum Bekämpfen von Fungi an Pflanzen“ bzw. ein „Verfahren zum Schützen von Pflanzen vor Pilzbefall“. Im Mai 2000 wurde im Einspruchsbeschwerdeverfahren vor der technischen Beschwerdekammer des EPA das Patent aufgrund fehlender „erfinderischer Tätigkeit“  widerrufen, da fungizide Wirkungen von Pflanzenölen vielfach bekannt seien und es daher keiner erfinderischen Tätigkeit bedurfte, bekannte Rezepturen auch auf bislang ungenutzte Pflanzen anzuwenden.

## Trivialnamen
Der Trivialname Niembaum leitet sich über das englische Neem tree von der Hindi-Bezeichnung nīm (नीम) ab. Das Hindi-Wort lässt sich seinerseits auf Sanskrit nimba (निम्ब) zurückführen, wo sich die Spur verliert. Er wird auch Niem, Nim, Neem oder Margosa genannt. Englische Trivialnamen sind Neem tree, Nim tree und Indian lilac, Persian lilac. Ein französischer Name ist Margousier oder Lilas des Indes,  Lilas de Perse, Lilas de China(e). Alte deutsche Namen sind Zederach, Zedrach und Paternosterbaum.

## Weiterführende Literatur
Deutsch
- Peter Schütt, Horst Weisgerber, Hans J. Schuck, Ulla Lang, Bernd Stimm, Andreas Roloff: Bäume der Tropen. Nikol, Hamburg 2004, ISBN 3-933203-79-1, S. 95–103.
- Ellen Norten, Jean Pütz (Hrsg.): Wunderbaum Niem – Medizin, Kosmetik, Pflanzenschutz aus der Natur. vgs Verlag, Köln 1997, ISBN 3-8025-1322-3.
- Heidelore Kluge: Niembaum. Die Kraft der indischen Wunderpflanze. Verlag W. Ludwig, Mannheim 1996, ISBN 3-7787-3580-2.
- Sebastian Bödeker, Oliver Moldenhauer, Benedikt Rubbel: Wissensallmende. VSA, Hamburg 2004, ISBN 3-89965-118-9, S. 32–33.
- Heinrich Schmutterer: Niempräparate (Neem, Nim). In: Heinrich Schmutterer, Jürg Huber (Hrsg.): Natürliche Schädlingsbekämpfungsmittel. Ulmer Verlag, 2005, ISBN 3-8001-4754-8.

Englisch
- Eric R. Boa: A guide to the identification of diseases and pests of neem. (Azadirachta indica). FAO Regional Office for Asia and the Pacific (RAPA), Bangkok 1995.
- A. Wudtke: Einsatz von Neem als Wachstumshemmer – Use of Neem as a growth inhibitor. In: Proc. of 5th Workshop „Practice Oriented Results on Use and Production of Neem-Ingredients and Pheromons“ in Wetzlar 1996. 1997, S. 175–176.
- Ruparao T. Gahukar: Neem in plant protection. Agri-Horticultural Publishing House, Nagpur, India 1995, ISBN 81-900392-0-2.
- Martin Jacobson (Hrsg.): The neem tree. CRC Press, Boca Raton, Fl. 1989, ISBN 0-8493-4101-9.
- Heinrich Schmutterer (Hrsg.): The neem tree Azadirachta indica (A. Juss.) and other meliaceous plants. Sources of unique natural products for integrated pest management, medicine, industry and other purposes. VCH Verlagsgesellschaft, Weinheim 1995, ISBN 3-527-30054-6.
- Dina Tewari: Monograph on neem (Azadirachta indica A. Juss.) International Book Distributors, Dehra Dun, India 1992, ISBN 81-7089-175-2.
- Noel D. Vietmeyer (Hrsg.): Neem. A tree for solving global problems; report of an ad hoc panel of the Board on Science and Technology for International Development, National Research Council. National Academy Press, Washington D.C. 1992, ISBN 0-309-04686-6.
- K. Vijayalakshmi, K. S. Radha, Vandana Shiva: Neem. A User’s Manual. Centre for Indian Knowledge Systems, Chennai and Research Foundation for Science, Technology and Natural Resource Policy, New Delhi 1995, OCLC 35263044.
- Katharine Sanderson: Chemists synthesize a natural-born killer. In: Nature. Band 448, Nr. 7154, 2007, S. 630.